# Montreuil-sur-Barse
Montreuil-sur-Barse é uma comuna francesa na região administrativa de Grande Leste, no departamento de Aube. Estende-se por uma área de 13,13 km². Em 2010 a comuna tinha 299 habitantes (densidade: 22,8 hab./km²).